# Manio Acilio Faustino
Manio Acilio Faustino (in latino Manius Acilius Faustinus; fl. 210) è stato un senatore dell'Impero romano.
Membro della gens Acilia, Faustino era figlio di Manio Acilio Glabrione, console del 186; nel 210 tenne il consolato.